# دنی ونتر
دنی ونتر (انگلیسی: Danny Ventre؛ زادهٔ ۲۳ ژانویهٔ ۱۹۸۶) بازیکن فوتبال اهل بریتانیا است.
از باشگاه‌هایی که در آن بازی کرده‌است می‌توان به باشگاه فوتبال آکرینگتون استنلی، باشگاه فوتبال ساوتپورت، باشگاه فوتبال اسلایگو راورز، و باشگاه فوتبال تلفورد یونایتد اشاره کرد.
وی همچنین در تیم ملی فوتبال League of Ireland XI بازی کرده‌است.